# Бедња
Бедња је река у Републици Хрватској, десна притока реке Драве.
Извире код Тракошћана у Хрватском Загорју на надморској висини од 300 m. са дужином тока од 133 km Бедња је седма по величини река у Хрватској. Поречје Бедње обухвата брежуљкасти крај северно од планина Иваншчице и Калника, а код села Слања улази у подравску низију. Река нема значајнијих притока. У Драву се улива код Малог Буковца.